# Heka-scepter

De heka-scepter en nekhakha.

De heka-scepter, waarvan het bovenste uiteinde is gebogen als een herderstaf, stelde de farao gelijk aan een herder die zijn volk leidt.
Het is een van de faraonische regalia. De farao werd vaak zittend, met gekruiste armen afgebeeld, terwijl hij de heka-scepter en de nekhakha (dorsvlegel) in zijn handen hield.